# نيك أهرينس
نيك أهرينس (بالإنجليزية: Nick Ahrens)‏ هو صحفي أمريكي، ولد في 11 نوفمبر 1983.